# Faith Dillon
Faith Dillon, född 23 juni 2002, är en amerikansk taekwondoutövare.

## Karriär
Dillon började med taekwondo 2008. I juni 2021 tog hon brons i 57 kg-klassen vid panamerikanska mästerskapen i Cancún. I maj 2022 tog Dillon brons i 62 kg-klassen vid panamerikanska mästerskapen i Punta Cana. I november 2022 tävlade Dillon i 62 kg-klassen vid VM i Guadalajara, där hon blev utslagen i sextondelsfinalen av belgiska Sarah Chaari.
I juni 2023 tävlade Dillon i 62 kg-klassen vid VM i Baku, där hon blev utslagen i sextondelsfinalen av tyska Anna-Lena Frömming. Samma månad tog hon brons i 57 kg-klassen vid Grand Prix i Rom. I december 2023 tog Dillon silver i 57 kg-klassen vid Grand Prix-finalen i Manchester efter en finalförlust mot kinesiska Luo Zongshi.
I maj 2024 tog Dillon guld i 57 kg-klassen vid panamerikanska mästerskapen i Rio de Janeiro efter att ha besegrat mexikanska Fabiola Villegas i finalen. Vid olympiska sommarspelen 2024 i Paris blev hon utslagen i åttondelsfinalen i 57 kg-klassen av tunisiska Chaima Toumi.